# Kalamos

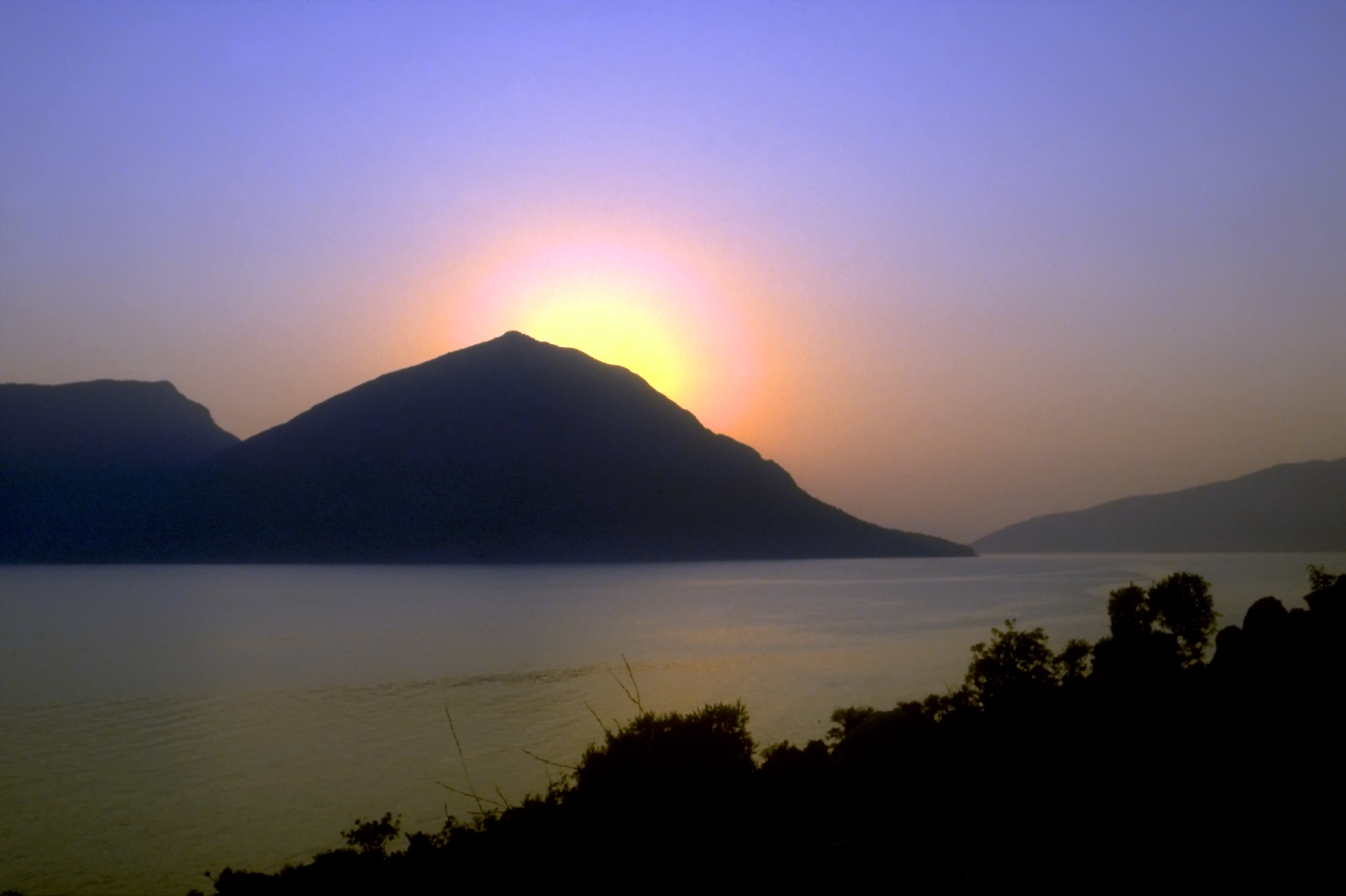
Kalamos

Kalamos är en liten ö utanför Lefkas. Invånarantalet är cirka 500. Det finns ingen elektricitet eller rinnande vatten på ön.
Kalamos, Ön har både elektricitet och rinnande vatten (2022) båthamnen på östra sidan erbjuder flera restauranger och små butiker för inköp av matvaror, en av restaurangerna drivs av George och hans familj. På Kalamos kan man ta lokala transportbåtar till fastlandet.